# Liste von Militärs/T

## Ta
- Tagle Portocarrero, José Bernardo de (1779–1825), peruanischer Militär und Präsident
- Taguba, Antonio M. (* 1950), US-amerikanischer Major General der US Army, schrieb Bericht über Folterhandlungen im irakischen Abu-Ghuraib-Gefängnis
- Takagi Takeo (1892–1944), japanischer Vizeadmiral; Flottenbefehlshaber im Zweiten Weltkrieg
- Takamori, Saigo (1828–1877), japanischer Samurai
- Taksin der Große (1734–1782), siamesischer General und König von Siam (1767–1782)
- Talbot, John, 1. Earl of Shrewsbury, (1384–1453), englischer Feldherr im Hundertjährigen Krieg
- Tallard, Camille d’Hostun, comte de (1652–1728), französischer General und Staatsmann; Marschall von Frankreich
- Talleyrand-Périgord, Edmond de, 7. Herzog von Talleyrand, (1787–1872), französischer General
- Tann-Rathsamhausen, Ludwig Samson Arthur Freiherr von und zu der (1815–1881), bayerischer General
- Tarleton, Sir Banastre, Bart., (1754–1833), britischer Offizier im Amerikanischen Unabhängigkeitskrieg; berüchtigt für seine brutale, oft sadistische Kriegsführung
- Tauentzien, Friedrich Bogislav Graf von (1710–1791), preußischer General
- Tauentzien von Wittenberg, Bogislav Friedrich Emanuel Graf (1760–1824), preußischer General während der Befreiungskriege; Sohn des vorigen
- Tavannes, Gaspard de Saulx, seigneur de (1509–1573), französischer Feldherr; Marschall von Frankreich
- Taylor, Maxwell (1901–1987), US-amerikanischer General und Diplomat
- Taylor, Richard (1826–1879), amerikanischer Politiker und General der Konföderierten im Bürgerkrieg

## Te
- Tedder, Sir Arthur, 1. Baron Tedder of Glenguin, (1890–1965), britischer Luftmarschall; Oberbefehlshaber der Royal Air Force.
- Tegetthoff, Wilhelm von (1827–1871), österreich-ungarischer Admiral.
- Tempelhoff, Georg Friedrich von (1737–1807), Generalleutnant und Mathematiker; Mitglied der Preußischen Akademie der Wissenschaften und der Preußischen Akademie der Künste.
- Ter Poorten, Hein (1887–1968), niederländischer Generalleutnant; im Zweiten Weltkrieg Oberbefehlshaber aller Armeeeinheiten der KNIL auf Java.
- Terauchi Hisaichi (1879–1946), Feldmarschall der kaiserlich japanischen Armee; Kriegsminister; Armeebefehlshaber im Zweiten Weltkrieg.
- Terceira, António José de Sousa Manoel de Menezes Severim de Noronha, 1. Herzog von (1792–1860), bedeutender portugiesischer Staatsmann und General; zweimaliger Ministerpräsident.
- Terrail, Pierre du, chevalier de Bayard, genannt „der Ritter ohne Furcht und Tadel“, (1476–1524), berühmter französischer Kriegsmann
- Terry, Alfred (1827–1890), US-amerikanischer Unionsgeneral im Sezessionskrieg; 1866–1869 und 1872–1886 Militärbefehlshaber des Dakota Territory.
- Terzka, Adam Erdmann († 1634), kaiserlicher General im Dreißigjährigen Krieg, auch Terzky.
- Tettau, Hans von (1888–1956), deutscher Infanteriegeneral im Zweiten Weltkrieg; Führer der Kampfgruppe von Tettau.
- Tettenborn, Friedrich Karl, Freiherr von (1778–1845), Reitergeneral im Freiheitskrieg.

## Th
- Thäter, Klaus-Jürgen (1925–2000), deutscher Konteradmiral
- Than Shwe (* 1933), General; Staatschef von Myanmar
- Thaon di Revel, Paolo (1859–1948), italienischer Großadmiral und Senator; Admiralstabschef im Ersten Weltkrieg; 1922–25 Marineminister
- Thiard, Auxonne-Marie-Théodose de, comte de Bissy, (1772–1852), französischer General und Politiker
- Thibaudin, Jean (1822–1905), französischer General und Staatsmann; 1883 Kriegsminister
- Thiele, Fritz (1894–1944), deutscher General und Widerstandskämpfer; Chef der Amtsgruppe Wehrmachtnachrichtenverbindungen im OKW; 1944 hingerichtet
- Thiele, Ludwig Gustav von (1781–1852), preußischer General und Chef des Militärkabinetts
- Thielmann, Johann Adolf Freiherr von (1765–1824), sächsischer General in den Koalitionskriegen; später preußischer General
- Thierry d’Argenlieu, Georges (1889–1964), französischer Karmelit und Admiral des Freien Frankreich; 1945–47 Hochkommissar in Indochina
- Thimme, Jürgen (1917–2010), deutscher Marineoffizier, war U-Boot-Kommandant im Zweiten Weltkrieg
- Thoma, Busso (1899–1945), deutscher Offizier und Widerständler; hingerichtet
- Thoma, Wilhelm Ritter von (1891–1948), Panzergeneral im Zweiten Weltkrieg
- Thomas, Georg (1890–1946), deutscher General; 1939–42 Chef des Wehrwirtschafts- und Rüstungsamtes im OKW
- Thomas, George Henry (1816–1870), General der Unionsarmee im Amerikanischen Bürgerkrieg; genannt „Rock of Chickamauga“
- Thomas, Stephan (* 1957), Brigadegeneral der Bundeswehr
- Thouvenin, Louis Etienne de (1791–1882), französischer General und Waffenkonstrukteur
- Thurel, Jean (1698–1807), französischer Füsilier
- Thurn, Heinrich Matthias von (1567–1640), Feldherr im Dreißigjährigen Krieg; Hauptführer des böhmischen Aufstandes gegen Ferdinand II.

## Ti
- Tiefenbach, Rudolf von (1582–1653), kaiserlich-habsburgischer Feldmarschall im Dreißigjährigen Krieg
- Tiedgen, Harro (1925–1986), deutscher Brigadegeneral des Heeres der Bundeswehr
- Tige, Ferdinand Graf (1719–1811), österreichischer General der Kavallerie und Präsident des Hofkriegsrates
- Tilly, Johann Tserclaes Graf von (1559–1632), kaiserlicher Feldherr im Dreißigjährigen Krieg; Heerführer der Katholischen Liga
- Timoschenko, Semjon Konstantinowitsch (1895–1970), sowjetischer General im Zweiten Weltkrieg; 1940 Marschall der Sowjetunion
- Tippelskirch, Ernst Ludwig von (1774–1840), kgl. preußischer Generalleutnant; Kommandant und Militärgouverneur von Berlin
- Tippelskirch, Kurt von (1891–1957), deutscher General und Militärschriftsteller
- Tippelskirch, Ulrich Martin von (1883–1967), Generalleutnant d. Lw
- Tirpitz, Alfred von (1849–1930), deutscher Großadmiral; Begründer der deutschen Hochseeflotte
- Tito, Josip Broz (1892–1980), jugoslawischer Marschall und Staatspräsident

## To
- Todd, John Blair Smith (1814–1872), amerikanischer Bürgerkriegsgeneral und Politiker.
- Tököly, Emmerich Graf von, (1656–1705), ungarischer Magnat,
- Tōgō Heihachirō (1848–1934), japanischer Admiral im Russisch-Japanischen Krieg; Chef des Generalstabs der Marine.
- Tōjō Hideki (1884–1948), japanischer General und Politiker; Kriegsminister; 27. Premierminister Japans.
- Tokugawa Ieyasu (1543–1616), japanischer Feldherr und Shogun.
- Toll, Karl von (1777–1842), Graf; russischer General in den Napoleonischen Kriegen.
- Tolsdorff, Theodor (1909–1978), deutscher Generalleutnant; Divisions- und Korpskommandeur im Zweiten Weltkrieg.
- Tomás, Américo (1894–1987), portugiesischer Admiral und Staatspräsident.
- Topp, Erich (1914–2005), Marineoffizier, U-Boot-Kommandant im Zweiten Weltkrieg und Bundeswehradmiral.
- Toerring, Ignaz Graf von (1682–1763), bayerischer Minister, Feldmarschall.
- Torrens, Sir Arthur KCB (1809–1855), britischer General und Kolonialverwalter; in der Schlacht von Inkerman tödlich verwundet.
- Torstensson, Lennart (1603–1651), schwedischer Feldherr im Dreißigjährigen Krieg.
- Totleben, Eduard Iwanowitsch (1818–1884), deutschbaltischer Ingenieuroffizier; russischer Generalleutnant; ermöglichte durch die Herrichtung von Verteidigungswerken die Verteidigung Sebastopols im Krimkrieg.
- Toulouse, Louis-Alexandre de Bourbon, comte de (1678–1737), legitimierter Sohn Ludwigs XIV.; Großadmiral von Frankreich.
- Tourville, Anne Hilarion de Costentin, comte de (1642–1701), französischer Admiral, Marschall von Frankreich.
- Tovey, Sir John, 1. Baron Tovey, GCB, KBE, DSO, DCL (1885–1971), britischer Admiral; 1940–42 Oberbefehlshaber der Home Fleet; 1943 Admiral of the Fleet.
- Townshend, Charles Vere Ferrers (1861–1924), britischer General im Ersten Weltkrieg.
- Toyotomi Hideyoshi (1537–1598), japanischer Feldherr und Politiker.

## Tr
- Trčka, Adam Erdmann Graf († 1634), kaiserlicher General im Dreißigjährigen Krieg; mit Wallenstein ermordet.
- Treitschke, Heinrich Leo von (1840–1927), königlich sächsischer Generalleutnant; Kommandierender General des XIX. (2. Königl. Sächs.) Armeekorps; Generaladjutant des Königs.
- Trenchard, Hugh, 1. Viscount Trenchard (1873–1956), britischer Luftwaffengeneral; während des Ersten Weltkrieges Chef der Royal Air Force.
- Trenck, Franz Freiherr von der (1711–1749), österreichischer Pandurenoberst und Freischärler.
- Trenck, Friedrich Freiherr von der (1727–1794), preußischer Offizier und Abenteurer; guillotiniert.
- Tresckow, Henning von (1901–1944), deutscher General und Widerständler; Selbstmord.
- Tresckow, Hermann von (1818–1900), preußischer General der Infanterie.
- Tresckow, Hermann von (1849–1933), preußischer General der Kavallerie.
- Tresckow, Udo von (1808–1885), preußischer General.
- Treskow, Karl Alexander Wilhelm von (1764–1823), königlich preußischer Generalmajor.
- Trettner, Heinz (1907–2006), deutscher General in Wehrmacht und Bundeswehr; Generalinspekteur der Bundeswehr 1964–1966.
- Triva, Johann Nepomuk von (1755–1827), bayerischer General und Kriegsminister.
- Trivulzio, Teodoro (1456–1532), italienisch-französischer Heerführer; Marschall von Frankreich.
- Trivulzio, Gian Giacomo (1436–1518), italienisch-französischer Heerführer, Marschall von Frankreich.
- Trochu, Louis Jules (1815–1896), französischer General
- Tromp, Cornelis (1629–1691), bedeutender Admiral der Niederlande; Sohn von Marten Tromp.
- Tromp, Maarten H. (1598–1653), niederländischer Admiral; gefallen.
- Trotha, Lothar von (1848–1920), General der Infanterie; Kolonialoffizier.
- Trotzki, Lew Dawidowitsch (1879–1940), russischer Revolutionär; Gründer der Roten Armee; ermordet.
- Trumbull, John (1756–1843), US-amerikanischer Offizier und Maler des Unabhängigkeitskrieges.

## Ts
- Tschapajew, Wassili Iwanowitsch (1887–1919), Kommandant der Roten Armee im Russischen Bürgerkrieg
- Tschernjajew, Michail Grigorjewitsch (1828–1898), russischer General; eroberte 1864 Taschkent
- Tschernjachowski, Iwan Danilowitsch (1906–1945), sowjetischer Armeegeneral; Befehlshaber der 3. Weißrussischen Front im Zweiten Weltkrieg
- Tschernyschow, Alexander Iwanowitsch (1786–1857), russischer Generalleutnant und Kriegsminister
- Tschitschagow, Pawel Wassiljewitsch (1767–1849), russischer Admiral, Nachfolger Kutusows als Oberbefehlshaber der Moldauarmee
- Tschitschagow, Wassili Jakowlewitsch (1726–1809), russischer Admiral
- Tscholoqaschwili, Kakuza (1888–1930), georgischer Offizier; Stellvertretender Verteidigungsminister der ersten georgischen Republik; Nationalheld
- Tschuikow, Wassili Iwanowitsch (1900–1982), sowjetischer Marschall und Politiker

## Tu
- Tuchatschewski, Michail Nikolajewitsch (1893–1937), Marschall der Roten Armee
- Tucker, Reuben H. (1911–1970), US-amerikanischer 2-Sterne-General; Kommandeur des 504. Fallschirmjägerregiments im Zweiten Weltkrieg
- Tucker, Thomas Tudor, C.B., (1775–1852), britischer Marineoffizier, Konteradmiral
- Tunner, William H. (1906–1983), US-amerikanischer General; Organisator der Berliner Luftbrücke (1948–1949)
- Türr, Stephan (1825–1908), ungarischer Patriot
- Turenne, Henri de La Tour d’Auvergne, vicomte de (1611–1675), einer der bedeutendsten französischen Generale des 17. Jahrhunderts
- Turner, Richmond Kelly, „Terrible Turner“ (1885–1961), US-amerikanischer Admiral im Pazifikkrieg

## Tz
- Tzschaschel, Joachim (1917–2001), deutscher Brigadegeneral, Abteilungsleiter im Bundesnachrichtendienst